# Gerhard Holm
Edvard Johan Gerhard Holm (* 19. April 1853 in Stockholm; † 21. Juni 1926 in Stocksund, Stockholms län) war ein schwedischer Geologe und Paläontologe.

## Leben und Wirken
Holm bezog 1872 die Universität Uppsala und promovierte dort 1883 in den Fächern Mineralogie und Geologie. Bereits seit 1875 arbeitete er bei der schwedischen Geologie-Behörde (Sveriges geologiska undersökning) und beschrieb dabei eine große Anzahl von Trilobiten, Graptolithen, Kopffüßer und Hyolithiden. Eine seiner größeren Arbeiten über die Morphologie des Seeskorpions Eurypterus tetragonophthalmus von 1898 (damals als Eurypterus fischeri beschrieben) zählt noch heute zu den bedeutendsten Arbeiten auf dem Gebiet der Morphologie der Seeskorpione.
1901 wurde er zum Professor und Direktor der paläozoologischen Abteilung des naturhistorischen Reichsmuseums (Naturhistoriska riksmuseet) in Stockholm berufen, welche Anstellung er bis 1922 ausführte. Ebenfalls im Jahre 1901 wurde er zum Mitglied der Königlich Schwedischen Akademie der Wissenschaften in Stockholm und 1915 zum Mitglied der Königlichen Physiographischen Gesellschaft in Lund ernannt. Seit 1910 war er korrespondierendes Mitglied der Russischen Akademie der Wissenschaften in Sankt Petersburg.
Verheiratet war er mit Olivia Palmquist, mit der er zwei Kinder hatte, Gea (heiratete 1912 den Geographen Sten De Geer) und Ella.

## Schriften (Auswahl)
- De svenska arterna af trilobitslägtet Illaenus Dalman, 1883
- Ueber die innere Organisation einiger silurischer Cephalopoden, 1885
- Om tvenne Gyroceras-formigt böjda Endoceras-arter, 1892
- Über die Organisation des Eurypterus Fischeri Eichw., 1898